# Yuriy Krivtsov
Yuriy Ivanovych Krivtsov (em ucraniano:  Юрій Іванович Крівцов; Pervomaisk, 7 de fevereiro de 1979) é um ciclista profissional olímpico ucraniano.
Krivtsov representou sua nação nos Jogos Olímpicos de Verão de 2004 em Atenas, competindo na prova estrada individual.